# Kilo (lớp tàu ngầm)
Lớp Kilo là tên định danh của NATO chỉ một loại tàu ngầm quân sự chạy bằng diesel-điện cỡ lớn được chế tạo tại Nga. Tên gọi chính thức của Nga đặt cho lớp tàu ngầm này là Project 636 (Đề án 636). Phiên bản gốc của những tàu ngầm này được gọi ở Nga là Dự án 877 Paltus (Turbot). Có 1 phiên bản tối tân hơn, được gọi ở phương Tây là Kilo cải tiến và ở Nga là Dự án 636 Varshavyanka. Lớp Kilo sẽ được kế tiếp bởi lớp Lada, bắt đầu thử trên biển vào năm 2005.
Tàu ngầm Project 636 được thiết kế nhằm tiêu diệt các loại tàu ngầm, tàu nổi cũng như các phương tiện thủy của đối phương, nó có thể hoạt động độc lập hoặc theo các yêu cầu nhiệm vụ khác nhau. Tàu ngầm lớp Kilo có thể vận hành rất êm. Dự án 636, đôi khi được Hải quân Mỹ gọi là "Lỗ Đen" vì khả năng "biến mất" của nó, được cho là một trong những loại tàu ngầm chạy bằng diesel và điện êm nhất trên thế giới.
Ngói chống dội âm được phủ trên vỏ tàu và cánh ngầm để hấp thu sóng âm sonar, làm giảm thiểu và méo đi những tín hiệu dội lại. Những ngói này cũng làm giảm đi những tiếng ồn gây ra bởi tàu ngầm, do đó làm giảm đi khoảng cách bị phát hiện bởi sonar thụ động của đối phương.

## Project 877EKM

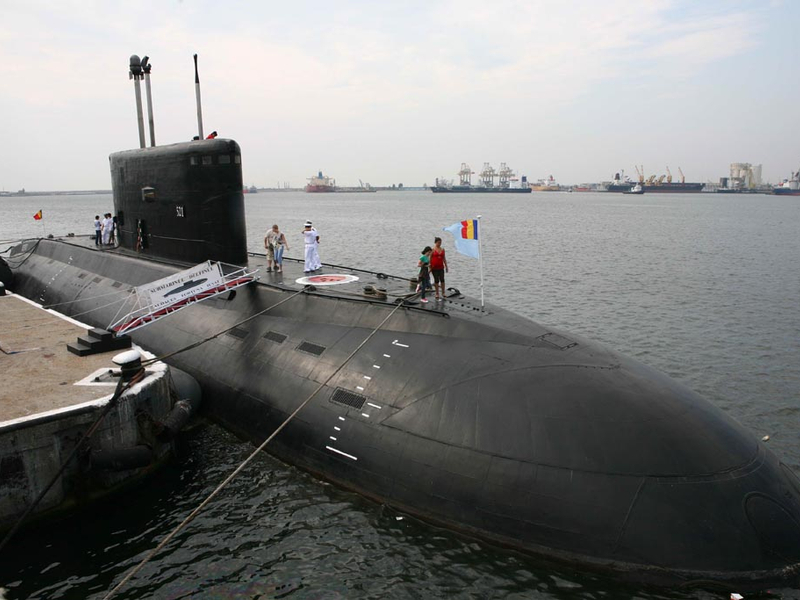
Tàu ngầm Kilo của Hải quân Rumania năm 2008

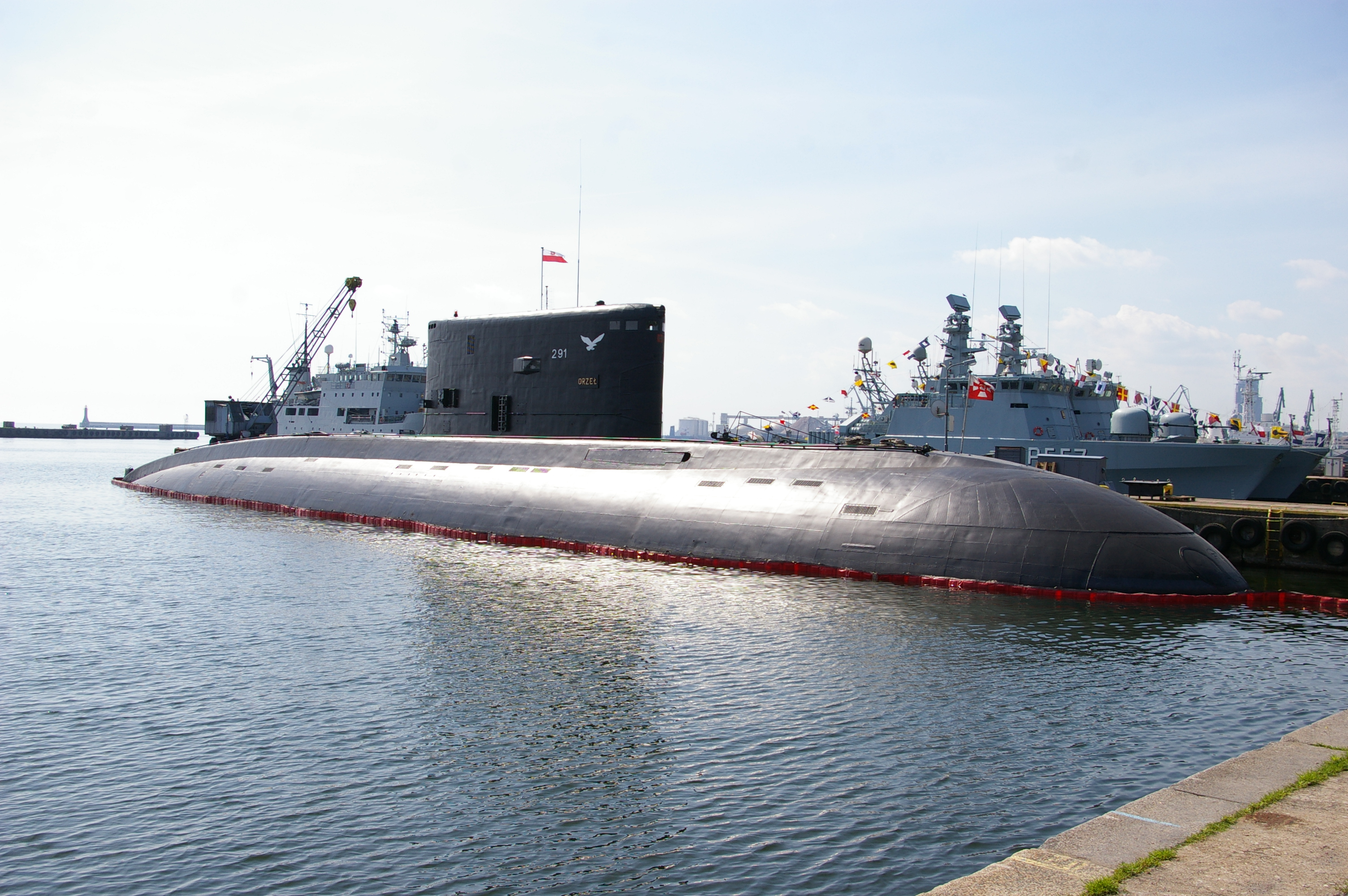
Tàu ngầm Kilo 877E tên ORP Orzeł của Hải quân Ba Lan

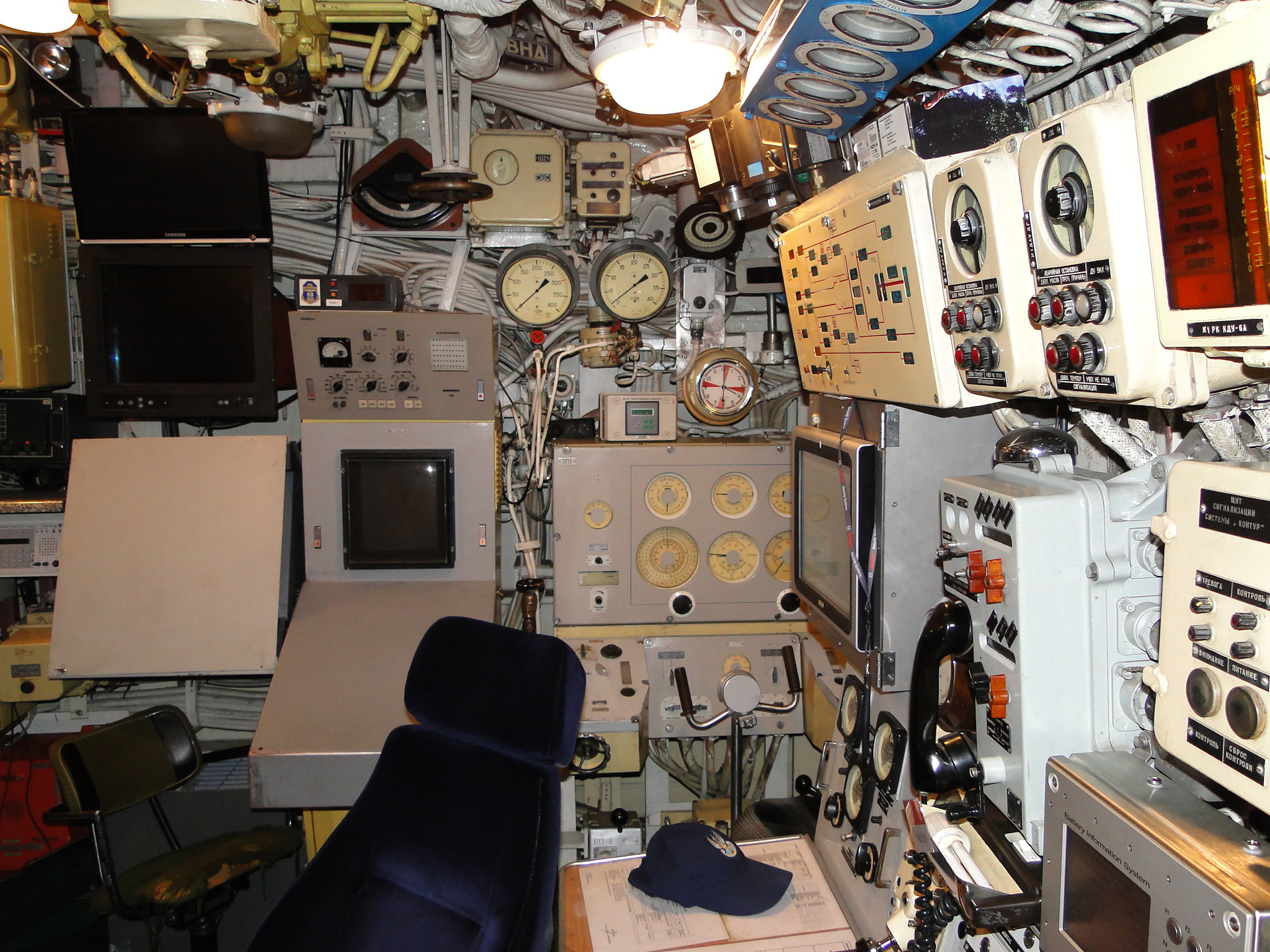
Thiết bị bên trong tàu ngầm Kilo 877E ORP Orzeł, đóng năm 1986

Project 877EKM là tàu ngầm diesel – điện cỡ trung được thiết kế nhằm tiêu diệt các loại tàu ngầm, tàu nổi cũng như các phương tiên thủy của đối phương, nó có thể hoạt động độc lập hoặc theo các yêu cầu nhiệm vụ khác nhau. Đây là loại tàu ngầm diesel – điện mang tên lửa Club-S.

### Đặc điểm
Project 877EKM được thiết kế để tiêu diệt các loại tàu ngầm, tàu nổi nhằm bảo vệ các căn cứ hải quân, bảo vệ bờ biển cũng như các tuyến đường biển đồng thời làm nhiệm vụ trinh sát và tuần tiễu. Đây được coi là một trong những loại tàu ngầm ít tiếng ồn nhất trên thế giới. Tàu được thiết kế chia thành nhiều khoang nhằm tăng khả năng sống sót khi bị tấn công, trong đó, hệ thống chỉ huy, kiểm soát hỏa lực được tích hợp trong phòng điều khiển chính, tách biệt hoàn toàn so với các khoang khác.

### Vũ khí
Các tàu Project 877 ban đầu chỉ được trang bị ngư lôi và thủy lôi. Đến thập niên 1990, Project 877 bắt đầu được nâng cấp để có thể phóng được cả tên lửa chống tàu.
Với 6 ống phóng cỡ 533mm đặt ở phía mũi, Project 877 có thể bắn các loại ngư lôi, mìn và tên lửa đối hạm 3M-54E Club-S được hỗ trợ bởi các hệ thống điện tử tiên tiến. Những hệ thống này bao gồm một hệ thống đạo hang cỡ nhỏ giúp cho tàu hoạt động liên tục dưới nước trong thời gian dài và các loại vũ khí bắn từ dưới nước cùng một hệ thống quản lý thông tin tác chiến tự động mới để kiểm soát toàn bộ các loại vũ khí trang bị trên tàu, bao gồm như lôi và tên lửa, giúp các sĩ quan chỉ huy ra mệnh lệnh tác chiến một cách dễ dàng. Số vũ khí tàu mang theo bao gồm 24 quả thủy lôi hoặc 18 ngư lôi (có thể thay 4 quả ngư lôi bằng bốn quả tên lửa 3M-54 tầm bắn 660 km hoặc 3M-54E tầm bắn 220 km).
Thông thường, 6 quả ngư lôi được lắp sẵn trong ống phóng, 12 quả khác lắp sẵn trên giá và sẽ được nạp tự động bằng máy nạp tốc độ cao. Tàu có thể phóng đạn để tiêu diệt cùng lúc 2 mục tiêu. Tàu 877EKM có thể dung ngư lôi TEST-71MKE TV sử dụng hệ thống đầu dò bằng sonar chủ động với hệ thống điều khiển bằng TV cho phép người điều khiển có thể bỏ mục tiêu này, diệt mục tiêu khác trong quá trình điều khiển, ngư lôi nặng 1.820 kg mang theo 205 kg thuốc nổ mạnh. Ngoài ra, tàu cũng có thể sử dụng ngư lôi UGTS nặng 2.200 kg với đầu đạn chứa 200 kg thuốc nổ, tầm bắn tới 40 km, độ sâu tiến công có thể lên tới 500m. Hiện nay, các tàu Kilo-877 của Ấn Độ đã được nâng cấp để trang bị tên lửa hành trình hạm đối đất Novator 3M-14, một phần của hệ thống Club-S, có tầm bắn 275 km, mang theo đầu đạn nặng 499 kg.
Để bảo vệ tàu khi đang nổi lên trước các cuộc tấn công từ trên không, một số tàu có trang bị cơ cấu phóng cùng 6 tên lửa phòng không vác vai Igla, tầm bắn 5–6 km.

### Thông số kỹ thuật cơ bản
- Lượng choán nước khi nổi: 2.300 tấn
- Lượng choán nước đầy tải khi lặn: 3.950 tấn
- Ống phóng ngư lôi: 6 ống cỡ 533mm
- Cơ số vũ khí: 4 tên lửa và 14 ngư lôi/18 ngư lôi/24 thủy lôi
- Kích thước cơ bản:
  - Dài: 72,6m
  - Đường kính: 9,9m
  - Mớn nước: 6,3m
- Tốc độ tối đa khi nổi: 10 - 12 hải lý/h
- Tốc độ tối đa khi lặn: 17 - 25 hải lý/h
- Tầm hoạt động khi lặn với ống thông hơi (ở tốc độ tiết kiệm 7 hải lý/h): 6.000 hải lý
- Tầm hoạt động khi lặn liên tục (ở tốc độ tiết kiệm 3 hải lý/h): 400 hải lý
- Độ sâu hoạt động tối đa: 300m
- Độ sâu hoạt động thông thường: 250m
- Độ sâu hoạt động với kính tiềm vọng: 17,5m
- Dự trữ hành trình: 45 ngày

## Kilo cải tiến (Project 636)
Tên gọi chính thức của Nga đặt cho Lớp Kilo cải tiến là Chương trình 636, tiếng Nga là проекта 636 «Варшавянка» (Varshavianka), tên thủ đô của Ba Lan. Khi Nga sản xuất tàu Kilo 636, NATO không biết rõ về đối tượng, nên họ đặt mã tên là Improved Kilo (Kilo cải tiến). NATO đặt mã tên đó vì có ba loại tàu ngầm rất giống nhau về hình dáng bề ngoài, kích thước, vũ khí cũng như nhiệm vụ, đó là các mã tàu Proejct 705 Lira, Project 877 Paltus (lớp Kilo), Project 636 Varshavianka (lớp Kilo cải tiến). Tuy nhiên, 705 dùng lò phản ứng hạt nhân, còn 2 loại tàu ngầm 877 và 636 đều dùng động cơ Diesel.

### Đặc điểm

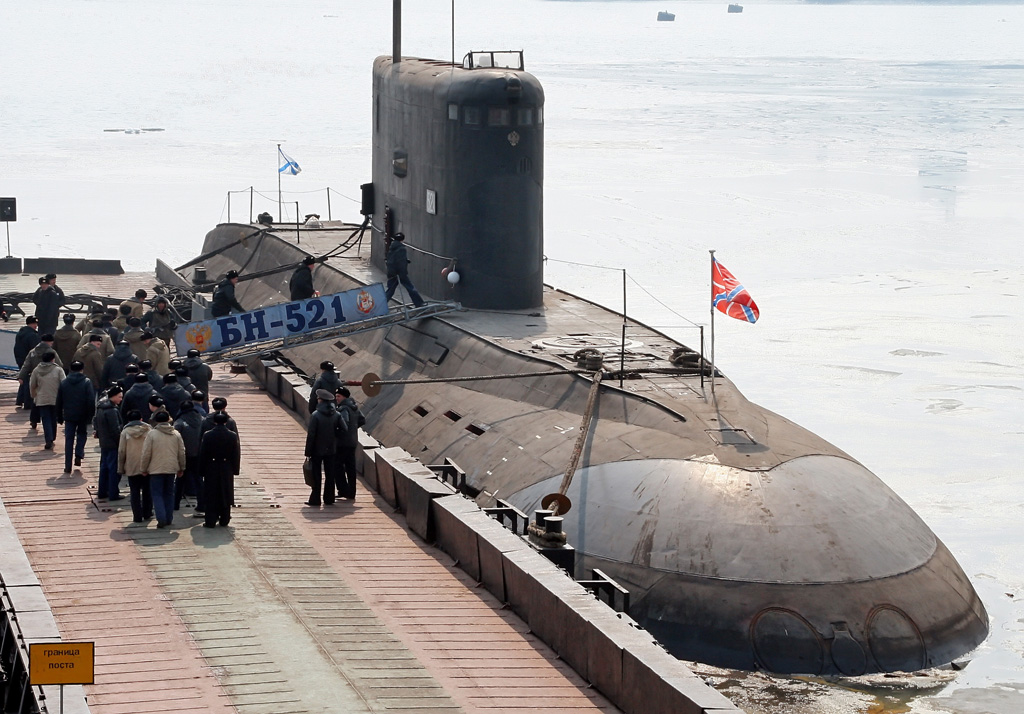
Tàu ngầm Kilo tên Varshavyanka của Hải quân Nga

Project 636 là bản nâng cấp tiếp theo của thế hệ tàu ngầm Project 877EKM, kế thừa những đặc tính ưu việt và được cải tiến đáng kể: động cơ Diesel mạnh hơn, tăng tốc độ hành trình khi lặn, tầm hoạt động lên tới 7500 hải lí, giảm tiềng ồn khi hoạt động. Nhờ tiếng ồn được giảm đáng kể, tàu ngầm có khả năng bí mật lặn tới gần các tàu chiến của địch và dùng ngư lôi hoặc tên lửa 3M-54E Club-S tiêu diệt, trước khi bị đối phương phát hiện. Tàu Project 636 được trang bị hệ thống thông gió và điều hòa không khí mới, được thiết kế để có thể hoạt động trong các môi trường biển khác nhau, tạo thuận lợi trong sinh hoạt và chiến đấu của thủy thủ đoàn.
Các tàu Project 636 sản xuất về sau được trang bị hệ thống sonar MGK-400EM cải tiến, sonar định vị thủy âm phát hiện mìn và tránh va chạm MG-519 Arfa cũng được nâng cấp lên MG-519EM. Đây là một hệ thống định vị thủy âm mạng pha kỹ thuật số thụ động, các mảng an-ten được làm chủ yếu bằng vật liệu gốm áp điện được chế tạo theo công thức mới cho phép cải thiện đầu dò điện âm cũng như tăng số lượng mục tiêu có thể theo dõi cùng lúc. MGK-400E có thể phát hiện tàu ngầm với độ ồn 0,05 Pa/Hz ở cự ly 16 km, ngư lôi có độ ồn hoạt động 1-2 Pa/Hz ở cự ly 30 km, và tàu mặt nước có độ ồn 10 Pa/Hz ở cự ly 100 km. Số lượng mục tiêu theo dõi tự động: 12 mục tiêu, trong đó có 2 mục tiêu trong chế độ phân tích để cung cấp tham số cho các hệ thống vũ khí. Số mục tiêu có thể xác định chính xác cùng lúc: 10 mục tiêu. Phạm vi liên lạc sóng âm dưới nước: Điện thoại, điện báo thông tin liên lạc, thông tin liên lạc mã hóa, điều hướng và truyền nhận ở phạm vi 60 km; Liên lạc đa hướng, đo lường và xác định khoảng cách ở mức 30 km.
Hệ thống định vị thủy âm phát hiện mìn và tránh va chạm MG-519EM có khả năng tìm kiếm các mục tiêu dưới nước ở góc ±30 độ. Phạm vi phát hiện các mục tiêu dưới nước có bán kính 10 mét ở mức 16 km, phát mìn neo có bán kính 0,4 mét ở mức 1,8 km. Các hệ thống sonar cải tiến đã giảm số lượng người vận hành cần thiết bằng cách chia sẻ cùng bảng điều khiển thông qua tự động hóa.
Tàu ngầm Kilo 636 đều được trang bị hệ thống thám trắc quang học bằng kính tiềm vọng. Các tàu ngầm Kilo 636 kiểu mới còn được lắp đạt thêm thiết bị đo cự ly bằng tia laser và hệ thống quan trắc camera, hồng ngoại để ngắm bắn chính xác hơn các mục tiêu ở cự ly xa vào ban đêm hoặc khi có sương mù.
Chuyên gia quân sự, kỹ sư tên lửa Nga Vladimir Tuchkov cho rằng Kilo 636 là loại tàu ngầm có độ ồn thấp bậc nhất thế giới nên mới được gọi là "hố đen đại dương". Ở chế độ "bò lén", tức là khi di chuyển ở tốc độ thấp, các sóng âm từ Kilo 636 không vượt quá mức 30-35 dB. Các thiết bị thủy âm hiện đại nhất được gắn trên các phao hoặc được sử dụng trong hệ thống sonar của tàu ngầm đối phương cũng chỉ có thể phát hiện nó ở khoảng cách 6–7 km, và ngay cả cự ly 6–7 km cũng chỉ có thể đạt được trong các điều kiện lý tưởng, khi mà ở khoảng cách hàng chục kilômét quanh đó không có bất kỳ một hoạt động nào tạo ra trường âm mạnh gây nhiễu tín hiệu sóng âm (ví dụ như chân vịt tàu biển đang chạy, sóng biển cỡ lớn).

### Vũ khí
Các phiên bản đầu tiên của lớp Kilo (Project 877) chỉ được trang bị ngư lôi.
Phiên bản cải tiến Project 636 được tăng đáng kể nhờ việc sử dụng tên lửa đối hạm 3M-54E Club-S được hỗ trợ bởi các hệ thống điện tử tiên tiến. Với tầm bắn hiệu dụng đạt tới 660 km và mang theo đầu đạn 450 kg, cho phép Project 636 tấn công nhanh, từ xa, không cần phải thâm nhập vào tới tầm phát hiện và tấn công của tàu địch hay phải vượt qua những khu vực địch bẫy bằng mìn hoặc thủy lôi, giúp tăng khả năng sống còn. Project 636 cũng được trang bị phiên bản tên lửa đối đất 3M14 Klub với tầm bắn lên tới 2.500 km, nên có thể tấn công các căn cứ đối phương ở sâu trong đất liền.
Ngoài ra, tàu còn có một cơ cấu phóng tên lửa phòng không cho 8 tên lửa 9K34 Strela-3 (SA-N-8 Gremlin, tầm bắn tối đa 6 km) hoặc 8 tên lửa 9K38 Igla (SA-N-10 Gimlet, tầm bắn tối đa 5 km).

### Thông số kỹ thuật Project 636
Có vài điểm khác nhau giữa các tàu của Project 636, các tàu dành cho hải quân Nga cũng sẽ có một số điểm khác với những tàu dành cho xuất khẩu, và những chi tiết kỹ thuật này có thể không đúng hết cho tất cả các tàu khác nhau. Những số liệu sau đây chỉ là ước tính.
- Lượng choán nước:
  - 2.300-2.350 tấn khi nổi
  - 3.000-4.000 tấn khi lặn
- Kích thước:
  - Dài: 73,8 mét
  - Ngang: 9,9 mét
  - Mớn nước: 6,3 mét
- Tốc độ tối đa
  - 10-12 hải lý nổi
  - 19 hải lý/giờ khi lặn
- Tầm hoạt động
  - Khi được thông hơi (ở tốc độ tiết kiệm 7 hải lý/giờ): 7.500 hải lý
  - Khi lặn liên tục (ở tốc độ tiết kiệm): 400 hải lý
- Sức đẩy: Diesel-điện 5.900 mã lực (4400 kW)
- Độ sâu tối đa: 300 mét (hoạt động ở độ sâu 240–250 mét)
  - Độ sâu hoạt động thông thường: 250 m
  - Độ sâu hoạt động với kính tiềm vọng: 17,5 m
  - Dự trữ hành trình 45 ngày
- Vũ khí
  - Phòng không: 8 Tên lửa (phóng từ mặt nước) 9K34 Strela-3 hoặc 9K38 Igla[3] (tàu ngầm xuất khẩu có thể không được trang bị bởi vũ khí phòng không)
  - Sáu ống phóng ngư lôi 533 mm với 18 53-65 ASuW, TEST 71/76 ASW hoặc VA-111 Shkval "tên lửa ngầm", hoặc rải 24 mìn DM-1. Trên Kilo 636 cải tiến các ống phóng này còn được sử dụng phóng tên lửa đối hạm 3M-54 Klub và tên lửa hành trình tấn công đối đất 3M-14E.
- Cơ số vũ khí: 12 tên lửa/18 ngư lôi/24 mìn.[4]
- Thủy thủ đoàn: 52 (trong đó có 13 sĩ quan).
- Giá mỗi chiếc là 200–300 triệu USD tùy từng cấu hình (Trung Quốc trả khoảng 1,5 - 2 tỷ đô la Mĩ cho tàu ngầm Project 636 lớp Kilo[cần dẫn nguồn]).

## Đang hoạt động
Tàu ngầm đầu tiên đi vào hoạt động trong Hải quân Soviet là vào năm 1982, và những tàu ngầm của dạng này vẫn được sử dụng bởi hải quân Nga. Đến tháng 11 năm 2006, 16 tàu ngầm được tin là đang hoạt động và 8 tàu khác ở vị trí dự phòng.
Tàu ngầm lớp Kilo của Nga, được các chuyên gia quân sự nước ngoài đánh giá là loại tàu ngầm chạy bằng động cơ diesel - điện êm bậc nhất trên thế giới hiện nay. Trong những năm 1980, tàu ngầm lớp Kilo Project 877 được đưa vào trang bị cho Hải quân Nga và xuất khẩu ra nước ngoài với số lượng đáng kể. Giữa thập niên 1990 việc đóng tàu ngầm lớp Kilo Project 636 - phiên bản cải tiến của Project 877, với động cơ mạnh hơn, độ ồn thấp hơn, hệ thống điều khiển tích hợp điều khiển điện tử, vũ khí hoả lực mạnh,... đã thu hút nhiều khách hàng nước ngoài. Tới năm 2020, đã có 39 tàu được xuất khẩu đi nhiều nước khác nhau:

### Nga

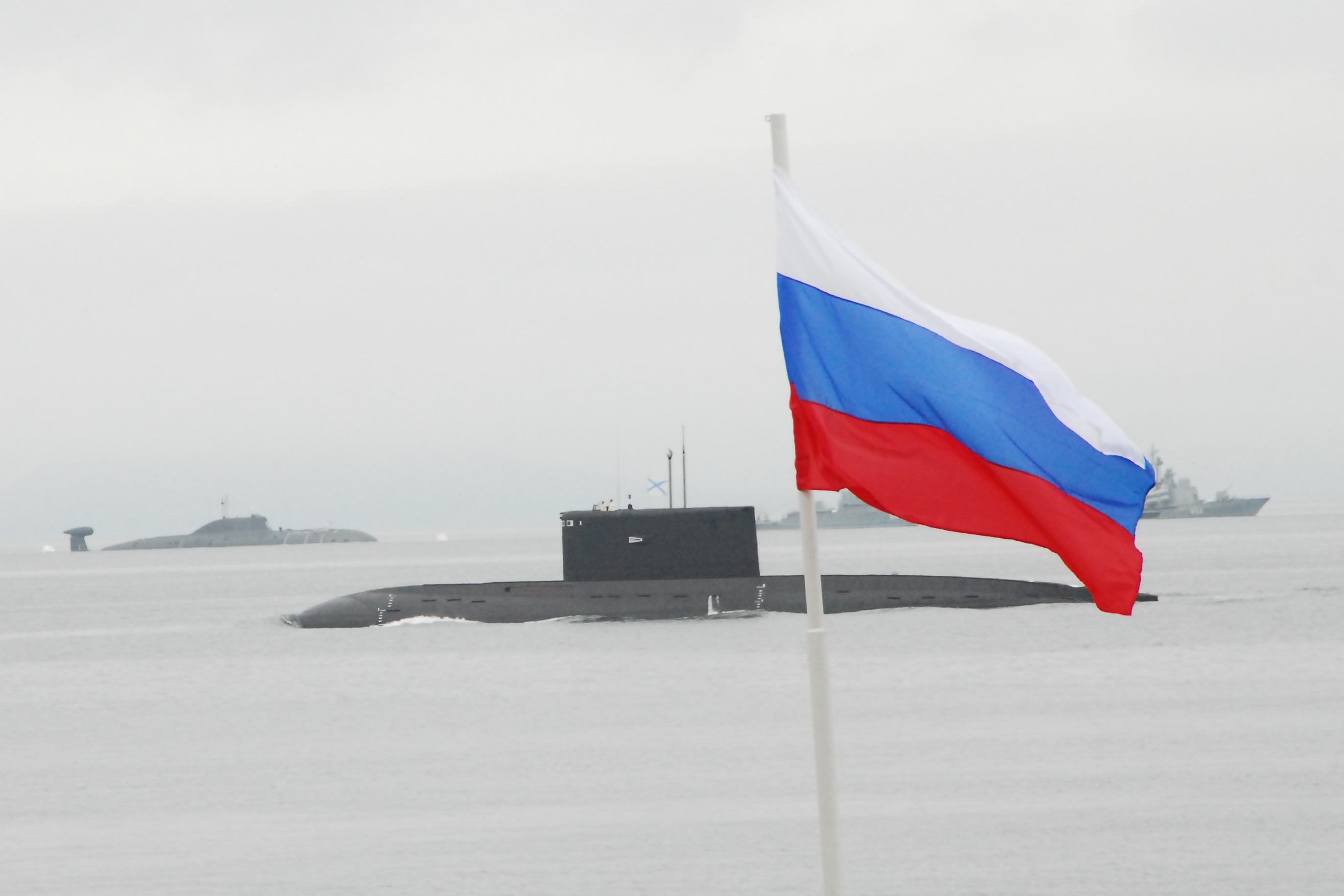
Tàu ngầm lớp Kilo của Nga

Chiếc tàu ngầm lớp Kilo đầu tiên của Nga Project 877 được hạ thủy năm 1979 và đưa vào trang bị cho Hải quân Liên Xô năm 1982. Năm 2010, Hải quân Nga đang sử dụng ba biến thể khác nhau của tàu ngầm lớp Kilo Project 877 gồm kiểu cơ bàn Project 877, Project 877K và Project 877M. Các tàu ngầm lớp Kilo được trang bị cho Hải quân Nga có số hiệu là B248, B260, B277, B871, B806, B800, B401, B402, B459... Khoảng 30 tàu ngầm lớp Kilo đã được trang bị cho Hải quân Liên Xô/Nga, một chiếc trong số này đã được bán cho lran. Tất cả 30 tàu này đều được gọi là Project 877, mặc dù 15 chiếc trong số này là phiên bản Project 877EKM, và 15 chiếc còn lại là các phiên bản của Project 636.
Năm 2008, Viện Nghiên cứu Chiến lược Quốc tế của Thụy Điển thông báo có tổng số 15 tàu ngầm lớp Kilo của Hải quân Nga đang hoạt động, và 4 chiếc dự trữ. Hai chiếc được triển khai ở vùng biển Baltic, một chiếc ở vùng biển Đen, 6 chiếc ở Thái Bình Dương và 6 chiếc được trang bị cho Hạm đội Biển Bắc. Những chiếc tàu ngầm lớp Kilo này được đóng với tốc độ khoáng 2 chiếc một năm từ 1982 đến 1984, và 4 chiếc cuối cùng đã được hoàn thành trong giai đoạn 1991 - 1993. Người ta cho rằng, với vòng đời hoạt động 30-40 năm, thì tất cả số tàu ngầm Kilo đời đầu (Project 877) sẽ không thể kéo dài hoạt động tới sau năm 2030. Do vậy, hải quân Nga đã lên kế hoạch thay thế bằng cách hạ thủy thêm ít nhất 13 tàu ngầm Kilo Project 636.3 từ năm 2014 tới 2022.

### Trung Quốc

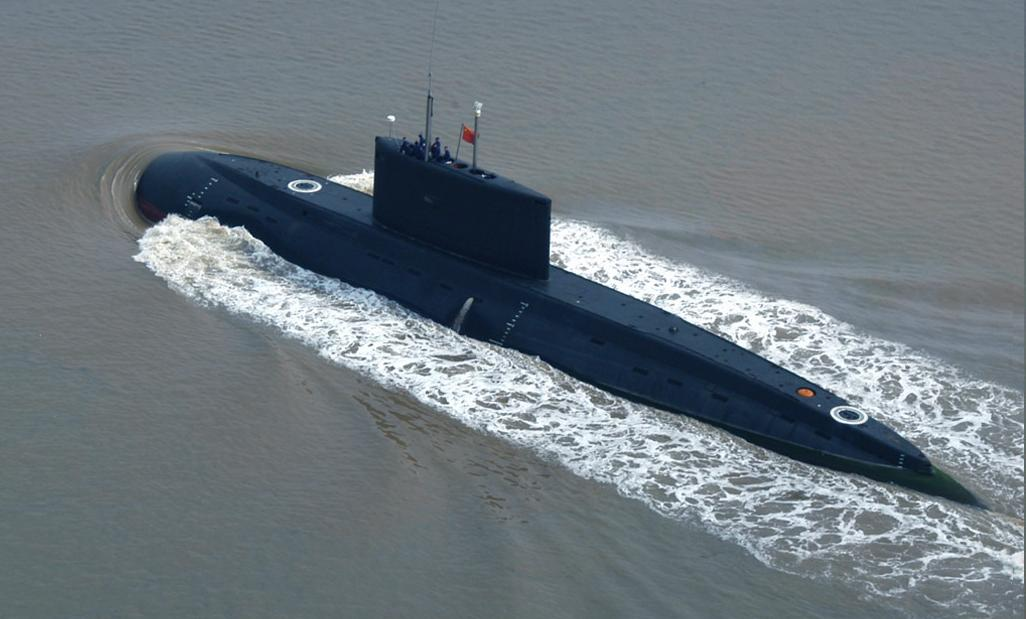
Tàu ngầm lớp Kilo của Trung Quốc

Trung Quốc là nước mua nhiều tàu ngầm lớp Kilo nhất. Hải quân Trung Quốc đã mua tổng số 12 chiếc tàu ngầm lớp Kilo với các phiên bản khác nhau của Nga. Năm 1994, Hải quân Trung Quốc ký hợp đồng mua 4 chiếc tàu ngầm Project 877EKM và Project 636 trị giá 1 tỷ đô la Mỹ. 2 tàu Project 877EKM được chuyển giao năm 1995 và 2 tàu Project 636 được chuyển giao vào năm 1997 và 1998. Trung Quốc là khách hàng đầu tiên mua tàu ngầm lớp Kilo Project 636. Tất cả bốn tàu mua năm 1994 đều được triển khai ở căn cứ tàu ngầm thuộc Hạm đội Biển Đông tại Chu Sơn, Chiết Giang gần eo biển Đài Loan. Theo kế hoạch, 4 chiếc tàu ngầm này sẽ được đưa trở lại Nga để tiến hành hiện đại hoá, có thể chúng sẽ được trang bị thêm hệ thống tên lửa tự dẫn Club. Mặc dù, gặp một số vấn đề về kỹ thuật trong việc bảo dưỡng, huấn luyện thủy thủ, các vấn đề về máy phát điện và ắc quy nhưng Trung Quốc vẫn có kế hoạch mua thêm tàu ngầm lớp Kilo của Nga.
Đầu tháng 7/2002, Trung Quốc đã ký một hợp đồng trị giá 1,6 tỷ đô la Mỹ với Tập đoàn xuất khẩu vũ khí Rosobornoexport của Nga mua thêm 8 tàu ngầm lớp Kilo Project 636 và 636M được trang bị hệ thống tên lửa tự dẫn Club-S (SS-N- 27) và một số tên lửa hành trình chống tàu Novator 3M-54E. Chiếc đầu tiên trong 8 chiếc này được hạ thủy vào năm 2004, và chuyển giao cho Hải quân Trung Quốc vào năm 2005. Cho đến nay việc chuyển giao toàn bộ 8 chiếc Project 636 và 636M đã được hoàn tất.

### Ấn Độ

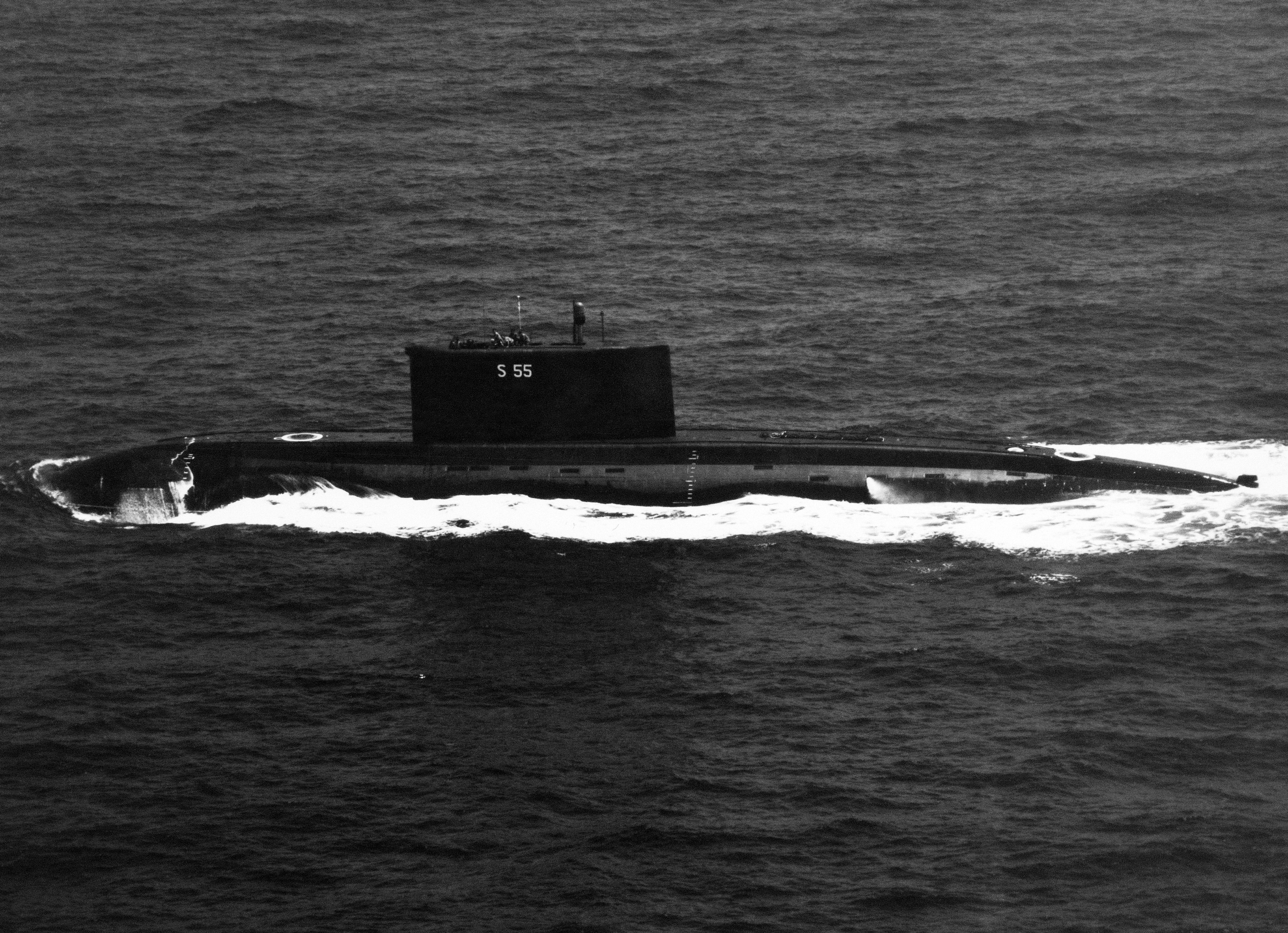
Tàu ngầm lớp Kilo của Ấn Độ

Ấn Độ là nước đầu tiên đặt mua tàu ngầm lớp Kilo của Nga, sau đó là Algérie, Ba Lan, Rumani, lran, Trung Quốc, lnđônêxia, Venezuela, và Việt Nam. Ngay sau khi chiếc tàu ngầm lớp Kilo đầu tiên được hạ thủy, Ấn Độ đã đê nghị mua một chiếc. Năm 1983, Ấn Độ đã ký hợp đồng mua 6 chiếc, rồi tăng lên 10 chiếc, nhưng do vấn đề về tài chính, cuối cùng quyết định mua 8 chiếc. Chiếc tàu đầu tiên số hiệu S55 Sindhughosh được chuyển giao và đưa vào trang bị cho Hải quân Ấn Độ năm 1986 và chiếc cuối cùng được chuyển giao vào tháng 12/1990.
Tháng 5/1997, Ấn Độ tiếp tục ký hợp đồng đặt mua thêm 2 tàu Project 877. Cho tới nay, Ấn Độ đã mua tổng số 10 tàu ngầm lớp Kilo Project 877 của Nga. Số hiệu tàu ngầm lớp Kilo mà Ấn Độ mua của Nga từ S55 tới S64. Tàu ngầm Project 877EKM, số hiệu S64 Sindhushastra là tàu cuối cùng trong loạt 10 tàu ngầm lớp Kilo được chuyển giao và đưa vào trang bị cho Hải quân Ấn Độ tháng 7/2000. Tháng 8/2000, Nhà máy đóng tàu Zvezdochka, ở Severodvink (Nga) đã bắt đầu bảo dưỡng và hiện đại hoá tàu ngầm lớp Kilo Project 877EKM, Sinduratra. Năm 1999, Ấn Độ cũng đã tiến hành hiện đại hoá tàu ngầm lớp Kilo, Sinduvir đầu tiên ở nhà máy đóng tàu Zvezdochka, ở Severodvink này. Project 877EKM, Sinduratra là tàu ngầm lớp Kilo thứ hai của Ấn Độ sẽ được trang bị thêm 4 tên lửa ZM-54EI, một phần của tồ hợp tên lửa chống tàu Club-S mới nhất, tầm bắn 300 km.

### Iran

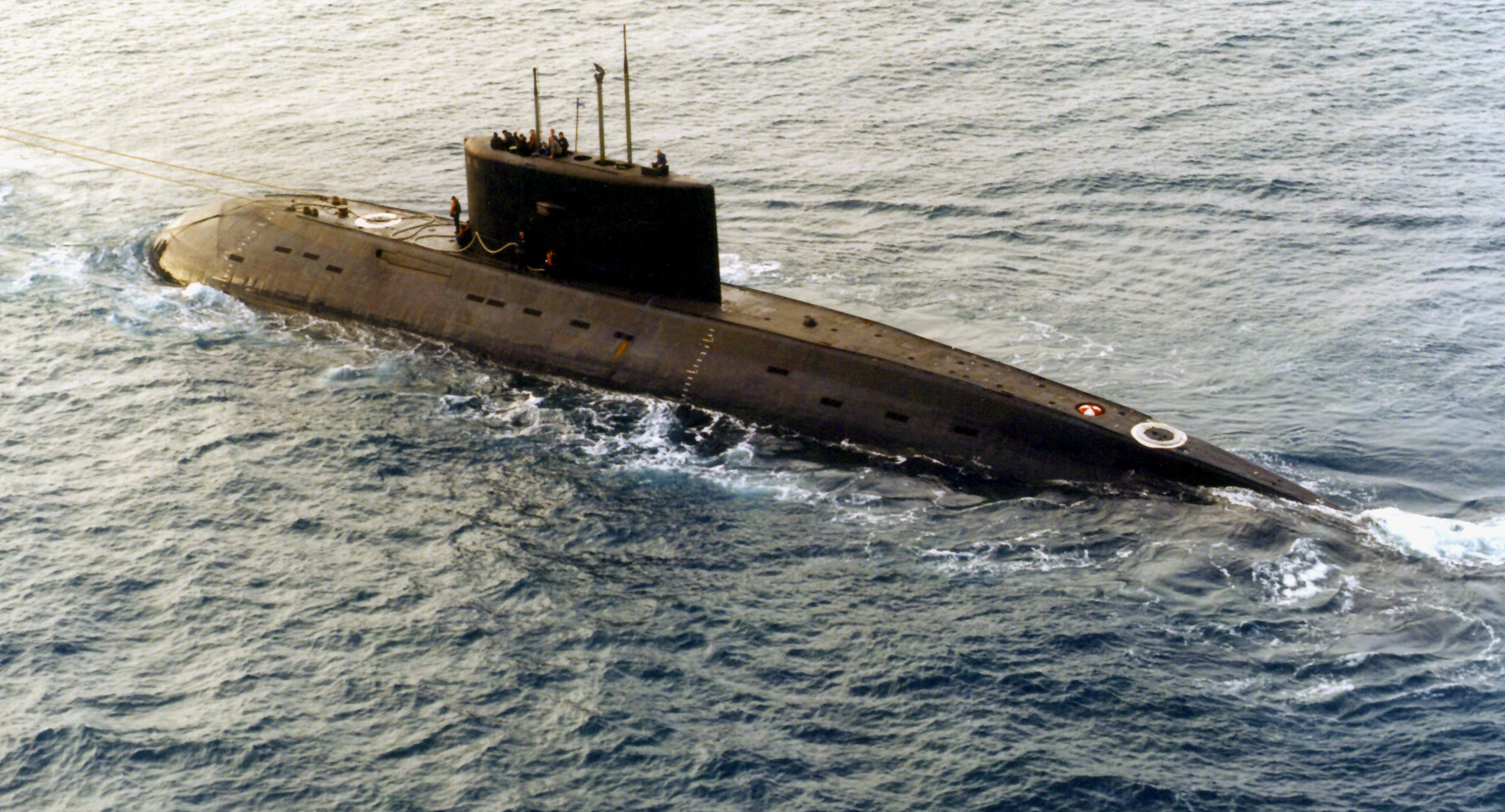
Tàu ngầm lớp Kilo của Iran

Năm 1988, lran đã ký hợp đồng mua 3 tàu ngầm lớp Kilo Project 877EKM với Nga, chiếc đầu tiên đã được chuyền giao cho lran vào tháng 10/1992 và đưa vào trang bị ngày 21/11/1992; chiếc thứ 2 được hạ thủy vào năm 1992 và chuyển giao vào tháng 8/1993; chiếc cuối cùng được hoàn thành vào năm 1994, nhưng tháng 1/1997 mới được chuyển giao cho lran vì lý do tài chính. Tàu ngầm lớp Kilo Project 877EKM, lran mua của Nga có số hiệu là 901, 902 và 903. Năm 2005, nhà máy đóng tàu Zvezdochka, ở Severodvink, Nga đã đàm phán với Hài quân lran về hợp đồng đại tu và hiện đại hoá tàu ngầm lớp Kilo cho Hải quân lran.

### Việt Nam
Việt Nam đã đặt mua 6 tàu ngầm Project 636MV cải tiến của Nga năm 2009, chiếc đầu tiên mang số hiệu 182 - Hà Nội được bàn giao năm 2013, chiếc thứ hai số hiệu 183 - Thành phố Hồ Chí Minh và chiếc thứ ba số hiệu 184 - Hải Phòng được bàn giao năm 2014. Năm 2015 Nga bàn giao tiếp cho Việt Nam tàu ngầm thứ tư mang số hiệu 185 - Khánh Hòa và chiếc thứ năm số hiệu 186 - Đà Nẵng, chiếc tàu ngầu thứ sáu là chiếc cuối cùng mang số hiệu 187 - Bà Rịa – Vũng Tàu đã được Nga bàn giao nốt vào năm 2016.

### Một số nước khác

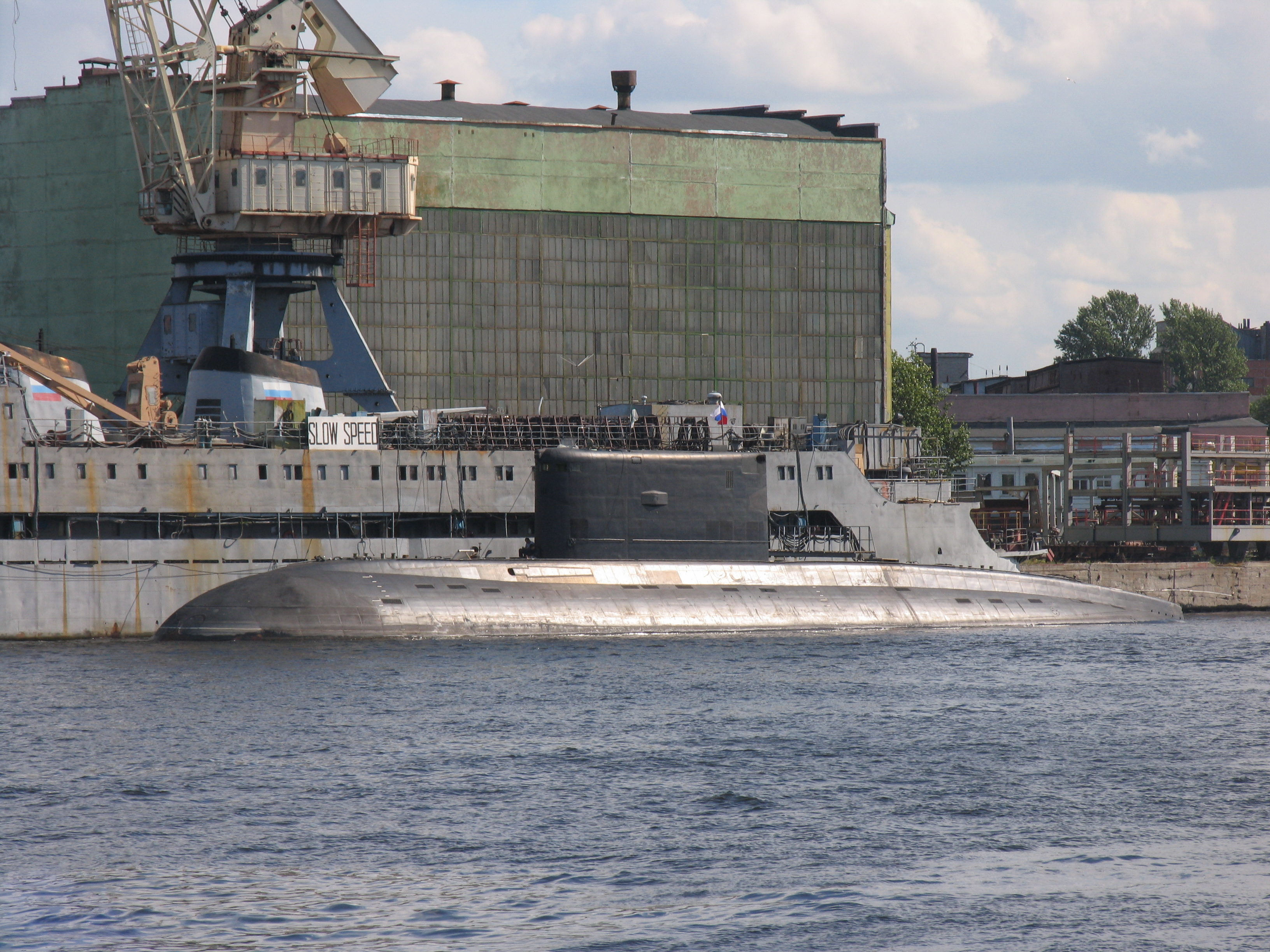
Tàu ngầm lớp Kilo của Angieri

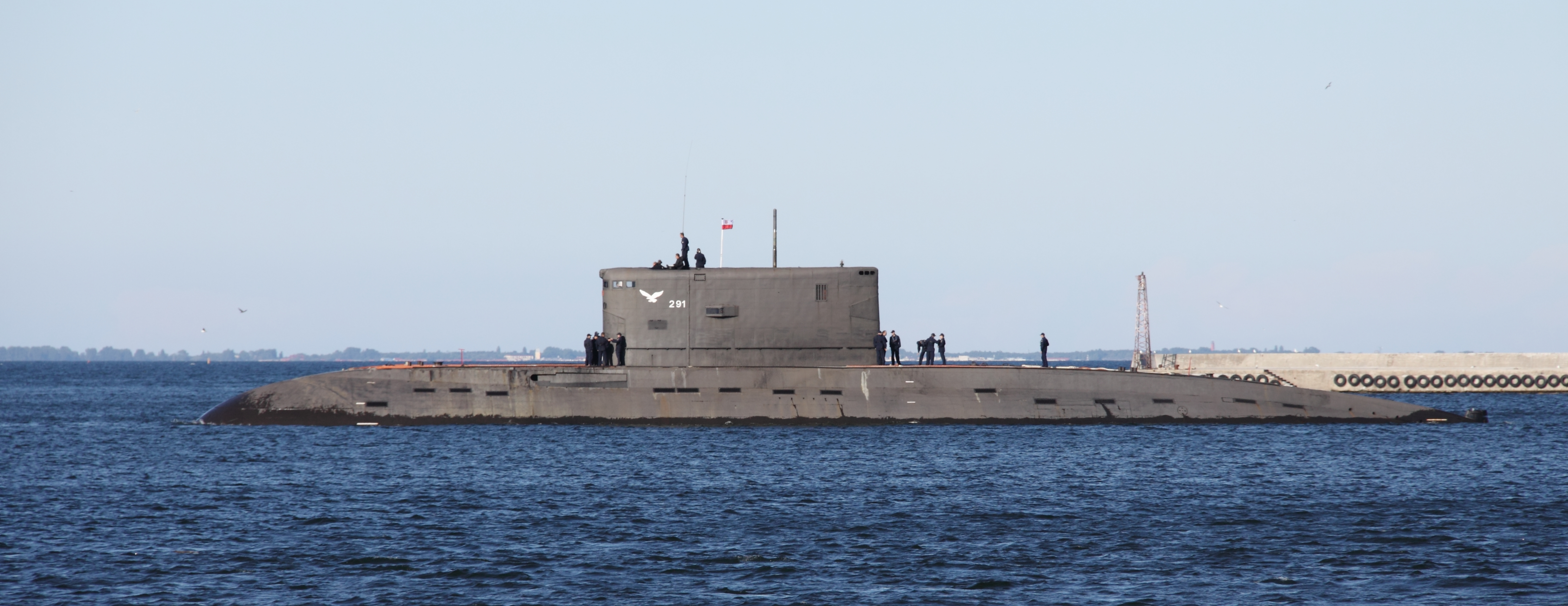
Tàu ngầm lớp Kilo của Ba Lan

Năm 1986, Algeria đã ký hợp đồng mua 2 chiếc tàu ngầm lớp Kilo Project 877E của Nga. Số hiệu của 2 chiếc tàu này là 012 và 013 trong đó chiếc 012 được hạ thủy vào năm 1986 và chuyển giao vào tháng 10/1987, chiếc 013 được hạ thủy năm 1987 và chuyển giao tháng 1/1988. Cả hai chiếc đều đã được nâng cấp vào năm 1993, và hiện vẫn đang hoạt động tốt. Năm 2006, Nga đã đồng ý bán cho Angieri 2 tàu ngầm lớp Kilo Project 636, với hợp đồng trị giá gần 200 triệu đô la Mỹ. Hợp đồng là một phần trong chương trình hợp tác quân sự - kỹ thuật giữa Nga và Angieri với tổng giá trị khoảng 7 tỷ đô la. Hai chiếc tàu này sẽ được chuyển giao vào năm 2009 và 2010.
Ba Lan cũng mua tàu ngầm lớp Kilo của Nga. Ba Lan đã mua một chiếc Project 877EM, số hiệu 291 vào năm 1986. Rumani mua một chiếc tàu ngầm lớp Kilo Project 877E, Delfinul 521 và được chuyển giao vào tháng 12/1986 và Venezuela đã ký bản ghi nhớ mua 3 chiếc.
Trong khu vực Đông Nam Á, ngoài Việt Nam thì lndonesia đã đặt mua hai chiếc Project 636 vào năm 2007 và có ý định mua thêm.